# I Марсов легион
I Марсов легион (лат. Legio I Martia) — один из легионов поздней Римской империи.
Данное подразделение было создано императором Диоклетианом и размещено в недавно созданной римской провинции Секвания. В начале IV века легион дислоцировался в городе Августа-Раурика. Кроме того, находки, сделанные в Эгисхайме, Бругге, Гренцах-Вилене и других населенных пунктах, свидетельствуют о пребывании там вексилляций легиона.
В эпоху правления Константина I Великого подразделение было переведёно из статуса лимитана в комитат. В середине IV века легион контролировал важную дорогу, соединявшую Галлию и дунайские провинции. При Валентиниане I он был переведен в Паннонию.
На момент составления Notitia Dignitatum I Марсов легион входил в состав армии, подконтрольной военному магистру Иллирика.